# 硫化水素アンモニウム
硫化水素アンモニウム（りゅうかすいそアンモニウム、英語: ammonium hydrosulfide）は、(NH4)SH の化学式で表される化合物である。アンモニウムイオンと硫化水素イオンに由来する塩である。無色水溶性で雲母状の結晶となる。固体ではなく主に水溶液として存在する。硫化水素とアンモニアを混合することで生成する。

## 生成
硫化水素アンモニウムの水溶液は、濃いアンモニア水溶液に硫化水素を通すことで生成する。1895年の詳しい報告によると、硫化水素は室温で濃アンモニア水溶液と反応し、(NH4)2S・2NH4HS を生成した。この物質を0 ℃に冷却し、さらに硫化水素を加えると (NH4)2S・12NH4HS が得られた。これを0 ℃に保ち、硫化水素を通し続けると硫化水素イオンを含む化合物が生成した。
一般的な悪臭弾は、硫化水素アンモニウムの水溶液である。この混合物は容易にアンモニアと硫化水素に分解する。この反応は次の式で表せる。
{\displaystyle {\ce {(NH4)SH <=> NH3 + H2S}}}
アンモニアも硫化水素も強烈な悪臭を発する。